# Bokskinn
Bokskinn (Gloeocystidiellum porosum) är en svampart som först beskrevs av Berk. & M.A. Curtis, och fick sitt nu gällande namn av Donk 1931. Bokskinn ingår i släktet Gloeocystidiellum och familjen Stereaceae.  Arten är reproducerande i Sverige. Inga underarter finns listade i Catalogue of Life.